# 九龍巴士35A線
九龍巴士35A線是香港的一條日間巴士路線，來往安蔭及尖沙咀東，途經石籬邨、華員邨、長沙灣、深水埗、旺角、油麻地及佐敦。
九龍巴士35X線是35A線的特快線，在平日上午繁忙時間由安蔭開出兩班往尖沙咀東，以及平日下午繁忙時間至晚間由尖沙咀東開往安蔭。取道呈祥道來往北葵涌及旺角，不途經荔枝角和長沙灣。

## 歷史
- 1970年6月15日：投入服務，當時是來往石蔭及深水埗碼頭。
- 1978年6月25日：深水埗碼頭總站由醫局街遷往新碼頭廣場（現址為富昌邨）。
- 1981年6月16日：配合石蔭路興建街市，石蔭總站由童子街遷往石宜路（由打磚坪街入）。
- 1985年6月9日：石蔭總站遷回北葵涌市政大廈旁通道現址。
- 1994年3月11日：配合安蔭邨第一期入伙及慈幼葉漢小學遷校至安蔭，延長至安蔭。
- 1996年5月19日：延長至尖沙咀東，並改經青山公路、長沙灣道、彌敦道、梳士巴利道、漆咸道南，及增設空調服務，取代235X線服務。同日起增設35S線，只於平日06:00、06:30、07:00、07:20、07:40、08:00、08:20單向開往美孚站，取代本路線在葵涌道的服務。
- 2002年1月6日：往尖沙咀東方向，改經梳士巴利道（永安廣場）、康莊道及康達徑，不經漆咸道南、暢運道、康泰徑及康榮徑。
- 2012年4月1日：改為全空調服務，為葵涌東北及取道青山公路來往葵涌至九龍市區的巴士路線中，最後一條改為全空調服務的路線。亦成為以尖沙咀東巴士總站為終點站的巴士路線中，最後一條改為全空調服務的路線[3]。
- 2015年3月23日：35X線投入服務，取代35S線。改為特快線，並取道呈祥道及大埔道而不經長沙灣及深水埗，只於平日早上繁忙時間服務。
- 2015年6月27日：增設到站時間預報。[4]
- 2018年4月23日：35X線增設回程服務，於星期一至六18:00-22:30由尖沙咀東開往安蔭[5]。
- 2018年6月25日：35A線往尖沙咀東方向取消大南西街站，改停光昌街。[6]
- 2020年12月21日：調低北葵涌街市往安蔭分段收費至$3.2。[7]
- 2022年8月22日：35X線往安蔭方向改經大埔道、呈祥道及青山公路 – 葵涌段，不經西九龍走廊及葵涌道，並修改北葵涌一帶的行車路線，先途經石籬（大隴街）總站、石排街，再前往石蔭及安蔭；增設由鐘山台往安蔭的$6.0分段收費。[8]

## 服務時間及班次
35A
| 安蔭開           | 安蔭開      | 安蔭開       | 尖沙咀東開       | 尖沙咀東開  | 尖沙咀東開   |
| 日期             | 服務時間    | 班次（分鐘） | 服務日期         | 服務時間    | 班次（分鐘） |
| ---------------- | ----------- | ------------ | ---------------- | ----------- | ------------ |
| 星期一至五       | 05:30-07:00 | 10           | 星期一至五       | 06:30-14:00 | 15           |
| 星期一至五       | 07:00-08:20 | 5            | 星期一至五       | 14:00-15:00 | 12           |
| 星期一至五       | 08:20-09:40 | 8            | 星期一至五       | 15:00-16:10 | 10           |
| 星期一至五       | 09:50       | 09:50        | 星期一至五       | 16:10-17:42 | 7-8          |
| 星期一至五       | 10:00-14:00 | 12           | 星期一至五       | 17:42-19:06 | 12           |
| 星期一至五       | 14:00-19:30 | 15           | 星期一至五       | 19:06-23:51 | 15           |
| 星期一至五       | 19:30-23:30 | 20           | 星期一至五       | 23:51-00:30 | 13           |
| 星期六           | 05:30-07:30 | 10           | 星期六           | 06:30-07:30 | 20           |
| 星期六           | 07:30-08:40 | 7            | 星期六           | 07:30-08:30 | 15           |
| 星期六           | 08:40-09:20 | 8            | 星期六           | 08:30-14:30 | 12           |
| 星期六           | 09:20-10:50 | 9            | 星期六           | 14:30-15:00 | 10           |
| 星期六           | 10:50-12:30 | 10           | 星期六           | 15:00-17:40 | 8            |
| 星期六           | 12:30-14:00 | 9            | 星期六           | 17:40-17:52 | 12           |
| 星期六           | 14:00-15:00 | 12           | 星期六           | 17:52-00:30 | 14/15        |
| 星期六           | 15:00-17:00 | 15           |                  |             |              |
| 星期六           | 17:00-18:30 | 10           |                  |             |              |
| 星期六           | 18:30-20:30 | 15           |                  |             |              |
| 星期六           | 20:30-23:30 | 20           |                  |             |              |
| 星期日及公眾假期 | 05:30-08:00 | 15           | 星期日及公眾假期 | 06:30-10:30 | 20           |
| 星期日及公眾假期 | 08:00-09:00 | 12           | 星期日及公眾假期 | 10:30-12:15 | 15           |
| 星期日及公眾假期 | 09:00-10:00 | 10           | 星期日及公眾假期 | 12:15-18:45 | 10           |
| 星期日及公眾假期 | 10:00-11:00 | 12           | 星期日及公眾假期 | 18:45-23:45 | 12           |
| 星期日及公眾假期 | 11:00-18:00 | 10           | 星期日及公眾假期 | 23:45-00:30 | 15           |
| 星期日及公眾假期 | 18:00-18:30 | 15           |                  |             |              |
| 星期日及公眾假期 | 18:30-23:30 | 20           |                  |             |              |

35X
| 安蔭開     | 安蔭開       | 安蔭開       | 尖沙咀東開 | 尖沙咀東開  | 尖沙咀東開   |
| 日期       | 服務時間     | 班次（分鐘） | 服務日期   | 服務時間    | 班次（分鐘） |
| ---------- | ------------ | ------------ | ---------- | ----------- | ------------ |
| 星期一至六 | 07:35、07:55 | 07:35、07:55 | 星期一至六 | 18:00-22:30 | 30           |

星期日及公眾假期不設服務

## 收費
| 路線 | 全程收費 | 分段收費 |
| ---- | -------- | --- |
| 35A  | $8.8     | - 蝴蝶谷新村往尖沙咀東：$7.2（只適用於35A線） - 石硤尾街往尖沙咀東：$7.8（只適用於35X線） - 太子站往尖沙咀東：$5.8 - 麗閣邨(35A)／鐘山台(35X)往安蔭：$6.5 - 打磚坪街往安蔭：$4.8 - 北葵涌街市往安蔭：$4.0 |
| 35X  | $10.1    | - 蝴蝶谷新村往尖沙咀東：$7.2（只適用於35A線） - 石硤尾街往尖沙咀東：$7.8（只適用於35X線） - 太子站往尖沙咀東：$5.8 - 麗閣邨(35A)／鐘山台(35X)往安蔭：$6.5 - 打磚坪街往安蔭：$4.8 - 北葵涌街市往安蔭：$4.0 |

| - 本線設有12歲以下小童及65歲或以上長者半價優惠。 - 65歲或以上香港居民使用「樂悠咭」，以及12歲以下合資格殘疾兒童使用「殘疾人士身份」個人八達通繳付車資，均可享有每程$2.0或半價（以較低者為準）的票價優惠；12至64歲合資格殘疾人士使用「殘疾人士身份」個人八達通（包括「樂悠咭」），以及60至64歲香港居民使用「樂悠咭」繳付車資，均可享有每程$2.0或全費（以較低者為準）的票價優惠。 - 65歲或以上長者如使用長者或一般個人八達通繳付車資，則只可享有半價優惠；12至64歲合資格殘疾人士如不使用「殘疾人士身份」個人八達通，以及60至64歲人士如不使用「樂悠咭」繳付車資，必須繳付全費。 - 乘客可以現金或八達通於上車時付款，不設找續。 - 每位成人乘客可免費攜帶最多兩名4歲以下而不佔座位的兒童乘客乘車，超額之4歲以下小童必須繳付小童車費乘車。 - 持有「九巴月票」之乘客在車票有效期內，每日可享最多10程任何九龍巴士及龍運巴士路線（包括本路線，以及聯營路線的九龍巴士／龍運巴士提供的班次；惟乘搭機場「A」及「NA」線則可享原價二七折優惠（不會計算每天10次合資格車程））；而B1線則每日可享最多各2程（不會計算每天10次合資格車程）。 - 九龍巴士、城巴、龍運巴士及陽光巴士全職員工及家屬（不包括外判職員）可免費乘搭本路線，惟必須拍職員或職員家屬八達通。 - 乘客亦可透過多元化電子支付系統（e度嘟）繳付車資，包括使用非接觸式VISA卡、JCB卡、萬事達卡、銀聯卡、美國運通、大來國際、Discover Card、Apple Pay、Google Pay、Samsung Pay、AlipayHK「易乘碼」、支付寶、WeChatHK／微信支付「搭車碼」、銀聯雲閃付「乘車碼」及BOC Pay「乘車碼」。乘客使用此付款方式，使用此支付方式的乘客可享有中途下車之分段收費，以及與其他九巴／龍運獨營路線或聯營線九巴／龍運班次之轉乘優惠，惟不適用於與非九巴／龍運路線之轉乘優惠，亦不能享有「公共交通費用補貼計劃」及「長者及合資格殘疾人士公共交通票價優惠計劃」。 |

### 八達通轉乘優惠
35A
乘客登上35A線往尖沙咀後150分鐘內以同一張八達通卡轉乘18往愛民，或從18往深水埗登車後150分鐘內以同一張八達通卡轉乘35A線往安蔭，次程可獲$4.2車資折扣優惠。
35A、35X

## 使用車輛
由於本路線駛經按1960年代水平建設的石籬邨屋邨通道，所以很少派出以後軸驅動的12米巴士（包括富豪B9TL及富豪超級奧林比安12米巴士），以免影響其他道路使用者及行人安全（後軸驅動的12米巴士於大隴街左轉入圍乪街及於圍乪街左轉入石排街需要「偷位」才能轉彎）。但事實上九巴曾於2011年9月中至2012年3月中派出歐盟五型的富豪B9TL作為本線的主力，但後來已被調走。另外，由於本線行經彌敦道，途經低排區，所以本線所有巴士均配備歐盟五型引擎。
本線用車為21輛亞歷山大丹尼士Enviro 500 MMC 12米（ATENU）空調巴士，均屬荔枝角車廠。
| 車隊編號  | 車牌   |
| --------- | ------ |
| ATENU146  | SH7509 |
| ATENU387  | TC9729 |
| ATENU388  | TC9972 |
| ATENU437  | TE8465 |
| ATENU526  | TK6529 |
| ATENU539  | TL2141 |
| ATENU554  | TL4620 |
| ATENU604  | TN744  |
| ATENU639  | TN7901 |
| ATENU666  | TP3687 |
| ATENU682  | TP8557 |
| ATENU702  | TR3797 |
| ATENU703  | TR3935 |
| ATENU704  | TR4432 |
| ATENU707  | TR2818 |
| ATENU712  | TR4780 |
| ATENU734  | TR9454 |
| ATENU766  | TT5427 |
| ATENU1032 | UC6073 |
| ATENU1033 | UC6443 |
| ATENU1041 | UC8463 |

## 行車路線
35A/35X

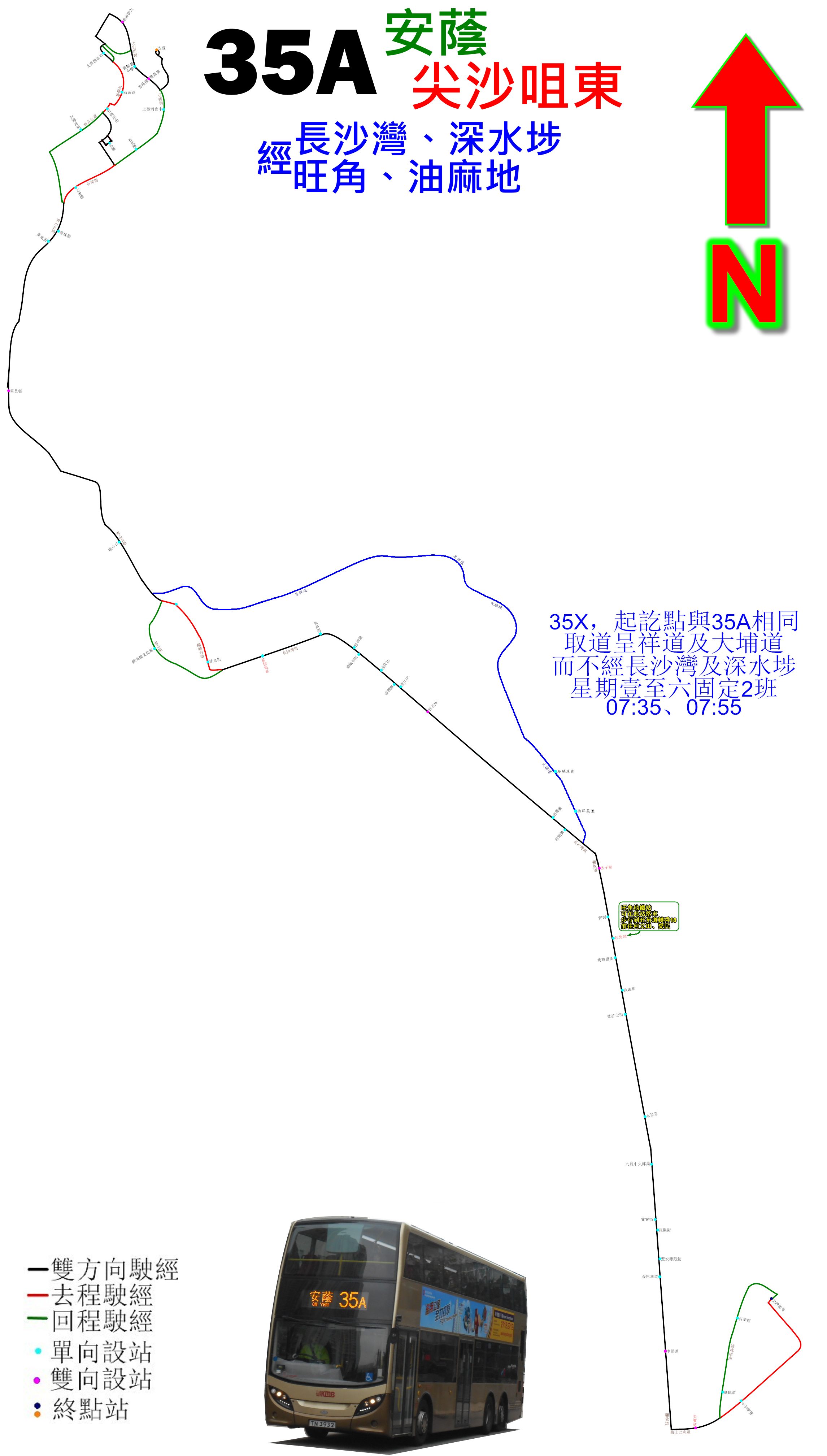
35A線及35X線的走線圖

安蔭開經：安足街、石排街、大白田街、梨木道、童子街、石蔭路、石宜路、和宜合道、大隴街、石籬（大隴街）巴士總站、大隴街、圍乪街、石排街、青山公路－葵涌段、蝴蝶谷道、長沙灣道、彌敦道、梳士巴利道、康莊道及康達徑。
35X依35A原線駛至青山公路－葵涌段後，改經呈祥道、大埔道，然後返回彌敦道35A原線，而不經斜體字之路段。

尖沙咀東開經：科學館道、暢運道、漆咸道南、梳士巴利道、彌敦道、長沙灣道、青山道、青山公路－葵涌段、和宜合道、大隴街、石籬（大隴街）巴士總站、大隴街、圍乪街、石排街、大白田街、童子街、石蔭路、石蔭巴士總站、童子街、梨木道、大白田街、石排街及安足街。
35X依35A原線駛至長沙灣道後，改經大埔道、呈祥道，然後返回青山公路－葵涌段35A原線，而不經斜體字之路段。
35A線具體停站請參考資訊框。
35X線具體停站請參考資訊框。

## 客量
35A線未延長至尖沙咀前，只往來安蔭及深水埗碼頭，行走範圍有限，往深水埗方向更要途經青山道及東京街，再加上班次疏落，客量持續偏低，九巴對路線已作放棄態度。
由於41A線由深水埗碼頭延長至尖沙咀東後客量大增，35A線於1996年5月跟隨41A線大幅延長至尖沙咀東，並取代235X線，來回程改經青山公路（葵涌段）及全段長沙灣道，同時增派空調巴士行走及加密班次，客量因此大增，經常頂閘。由一條殘線搖身變成北葵涌的主要對外路線，頂閘情況尤其於下午繁忙時間最為甚，巴士大多上青山公路前便已告頂閘，往往導致部份華員邨甚或長沙灣道沿線乘客無法上車。
但由於本線行走整條長沙灣道及彌敦道，全程行車時間頗長，九巴於2015年3月增設輔助線35X，取道呈祥道及大埔道而不經長沙灣及深水埗，只於平日早上繁忙時間服務。之後再於2018年4月增設回程服務，於星期一至六由尖沙咀東開往安蔭。

## 外部連結
九巴
- 九龍巴士35A線 （页面存档备份，存于）
- 九龍巴士35X線 （页面存档备份，存于）

其他
- i-busnet.com－九巴35A號路線KMB Rt. 35A （页面存档备份，存于）
- 681巴士總站－九巴35A號路線KMB Rt. 35A （页面存档备份，存于）